# 鹿児島県道231号瀬々串停車場線
鹿児島県道231号瀬々串停車場線（かごしまけんどう231ごう せせくしていしゃじょうせん）は、鹿児島県鹿児島市を通る一般県道である。

## 概要
鹿児島市喜入瀬々串町の指宿枕崎線瀬々串駅から国道226号に至る。

### 路線データ
- 起点：鹿児島県鹿児島市喜入瀬々串町（瀬々串駅前）
- 終点：鹿児島県鹿児島市喜入瀬々串町（国道226号交点）
- 延長距離：0.1 km

## 歴史
- 1958年（昭和33年）11月1日 - 瀬々串停車場線として県道に認定される[1]。
- 1972年（昭和47年）8月2日 - 路線番号決定公告により、路線番号に231が設定される[2]。

## 路線状況
瀬々串停車場線の交通量のデータについて（いずれも平成22年（2010年）度のデータによる）
- 昼夜12時間と24時間の自動車類交通量の全体の合計はそれぞれ4,594台、5,605台となっている。
- 幅員構成について道路部幅員・車道部幅員5.50 m、車道幅員4.50 mで歩道幅員などは存在せず1車線区間である。

## 地理
瀬々串停車場線は鹿児島市の薩摩半島の鹿児島湾寄りに走るJR九州指宿枕崎線の瀬々串駅と国道226号の交点までを結ぶ鹿児島県道であるが、その道路の距離はわずか0.1 kmと非常に短く1車線の道路からなる狭い道の区間である。

### 通過する自治体
- 鹿児島市

### 交差する道路
| 交差する道路 | 交差する場所 | 交差する場所 |
| ------------ | ------------ | ------------ |
| 国道226号    | 喜入瀬々串町 | 終点         |

### 沿線
- JR九州指宿枕崎線 瀬々串駅
- 鹿児島湾